# Ximel Bladh
Ellen Eva Ximel “Shimmy” Bladh, född 4 augusti 1986 i Stockholm, är en svensk fotbollsspelare som spelar för spanska FC Levante Las Planasj.
Hon är uppvuxen i Nacka, Stockholm. I Sverige spelade Bladh för Jitex BK innan hon lämnade för Cypern. Hon spelade 18 månader för cypriotiska AEK Konstantias innan hon gick till ryska Energy Voronezj. Hon hade kontakt med klubben till juni 2012.